# Бугор (річка)
Бугор (Бугар, Бугер; у нижній течії Шмигавка) — річка  в Україні, у Літинському  районі Вінницької області, ліва притока  Згару (басейн Південного Бугу).

## Опис
Довжина річки 18 км, похил річки — 2,5 м/км. Формується з багатьох безіменних струмків та водойм.  Площа басейну 52,3 км².

## Розташування
Бере  початок на північному сході від села Яблунівки. Тече переважно на південний схід через село Літинку і у Літині впадає у річку Згар, праву притоку Південного Бугу. 
Річку перетинає автомобільна дорога Т 0214